# Stadion Nischni Nowgorod
Das Stadion Nischni Nowgorod (russisch Стадион Нижний Новгород) ist ein Fußballstadion in der russischen Stadt Nischni Nowgorod. Die Spielstätte war ein Austragungsort der Fußball-Weltmeisterschaft 2018. Die Fußballarena am Ufer der Wolga bietet 44.899 Zuschauern Platz. Der FK Nischni Nowgorod (ehemals Olimpijez Nischni Nowgorod), hervorgegangen aus dem Farmteam des 2016 wegen Schulden aufgelösten Vereins Wolga Nischni Nowgorod, ist Nutzer der Anlage. Zudem nutzt der FK Tambow das Stadion vorübergehend.

## Beschreibung
Für die Weltmeisterschaft 2018 wurde in Nischni Nowgorod im historischen Gebiet der Landzunge von Nischni Nowgorod („Strelka“), neben dem Zusammenfluss der beiden großen Flüsse Wolga und Oka ein neues Stadion gebaut. Von hier aus bietet sich eine Aussicht auf den Nischni Nowgoroder Kreml, der sich auf dem gegenüberliegenden Ufer des Flusses befindet.
Das Stadion steht auf einem 21,5 ha großen Grundstück und hat eine Grundfläche von 127.500 m². Die Metallkonstruktion des Daches hat ein Gewicht von mehr als 11.000 Tonnen. Fassade und Dach sind halb-transparent. Die Außenfassade ist durch weiße Säulen gestaltet. Das Stadion besteht aus drei Hauptgeschossen und zwei Halbgeschossen.
Das Stadion Nischni Nowgorod ist einem Whirlpool nachempfunden. Es verfügt über doppelstöckige Tribünenenränge. Der Rand des Oberranges ist wellenförmig angelegt. Die Zuschauerränge werden von filigranen Säulen umgeben, die die Dachkonstruktion tragen. Die Deckung des Daches ist als einfaches Mosaik in verschiedenen Blautönen angelegt. Die Arena ist multifunktionell. Neben Sportveranstaltungen können Shows, Konzerte und andere kulturelle Veranstaltungen durchgeführt werden. Nach der Weltmeisterschaft fanden im Foyer Ausstellungen statt. Einige Räume unter Tribünen wurden nach dem Ende der Weltmeisterschaft in eine kommerzielle Nutzung übergeben.
Auf dem Grundstück der Arena werden ein Park, Parkplätze, Mini-Fußballplätze und Tennisplätze errichtet. In der Arena sind spezielle Plätze für Fans mit Behinderungen vorgesehen, wo auch Platz für Begleitperson und Kinderwagen vorhanden ist. Außerdem wird das Stadion nach dem Umbau mit speziellen, breiteren Stühle ausgestattet. Imbissstände und Toiletten sind auch in Übereinstimmung mit den Standards der Zugänglichkeit für Menschen mit Behinderungen eingerichtet.
Für Menschen mit Behinderungen sind im Stadion Beschilderungen zu barrierefreien Eingängen vorgesehen. Spezielle Aufzüge, Rampen, und Kontrollstelleneinrichtungen dienen der Erleichterung der Bewegung von Personen mit eingeschränkter Mobilität.

## Geschichte
Als Standort war zunächst die Nischni Nowgoroder Halbinsel Petschorskije peski (russisch Печёрские пески) vorgesehen. Der Plan wurde jedoch wegen zu hoher Kosten aufgegeben. Im August–September 2011 entschied sich das Organisationskomitee der Fußballweltmeisterschaft für den heutigen Standort.
Nach dem Beginn der ersten Arbeiten im Dezember 2014 wurde im März 2015 der Grundstein gelegt. Die Fertigstellung der WM-Spielstätte wurde mit dem 25. Dezember 2017 angegeben. Es erhielt von der FIFA am 23. März 2018 die Genehmigung für den Spielbetrieb. Es sollte am 15. April des Jahres mit dem Eröffnungsspiel zwischen Olimpijez Nischni Nowgorod und der zweiten Mannschaft von Zenit Sankt Petersburg eingeweiht werden. Es konnten jedoch noch nicht alle Plätze genutzt werden, da noch kleinere Arbeiten durchgeführt werden mussten. Die Baukosten sollten bei knapp 252 Mio. Euro liegen, was 20 Mio. mehr wären als ursprünglich veranschlagt.

## Spiele der Fußball-WM 2018 in Nischni Nowgorod
Bei der Fußball-Weltmeisterschaft 2018 wurden im Neubau sechs Partien ausgetragen.
|                             |   |            |                                 |
| 18. Juni 2018, Gruppe F     |   |            |                                 |
| Schweden                    | – | Südkorea   | 1:0 (0:0)                       |
| 21. Juni 2018, Gruppe D     |   |            |                                 |
| Argentinien                 | – | Kroatien   | 0:3 (0:0)                       |
| 24. Juni 2018, Gruppe G     |   |            |                                 |
| England                     | – | Panama     | 6:1 (5:0)                       |
| 27. Juni 2018, Gruppe E     |   |            |                                 |
| Schweiz                     | – | Costa Rica | 2:2 (1:0)                       |
| 1. Juli 2018, Achtelfinale  |   |            |                                 |
| Kroatien                    | – | Dänemark   | 1:1 n. V. (1:1, 1:1), 3:2 i. E. |
| 6. Juli 2018, Viertelfinale |   |            |                                 |
| Uruguay                     | – | Frankreich | 0:2 (0:1)                       |

## Galerie

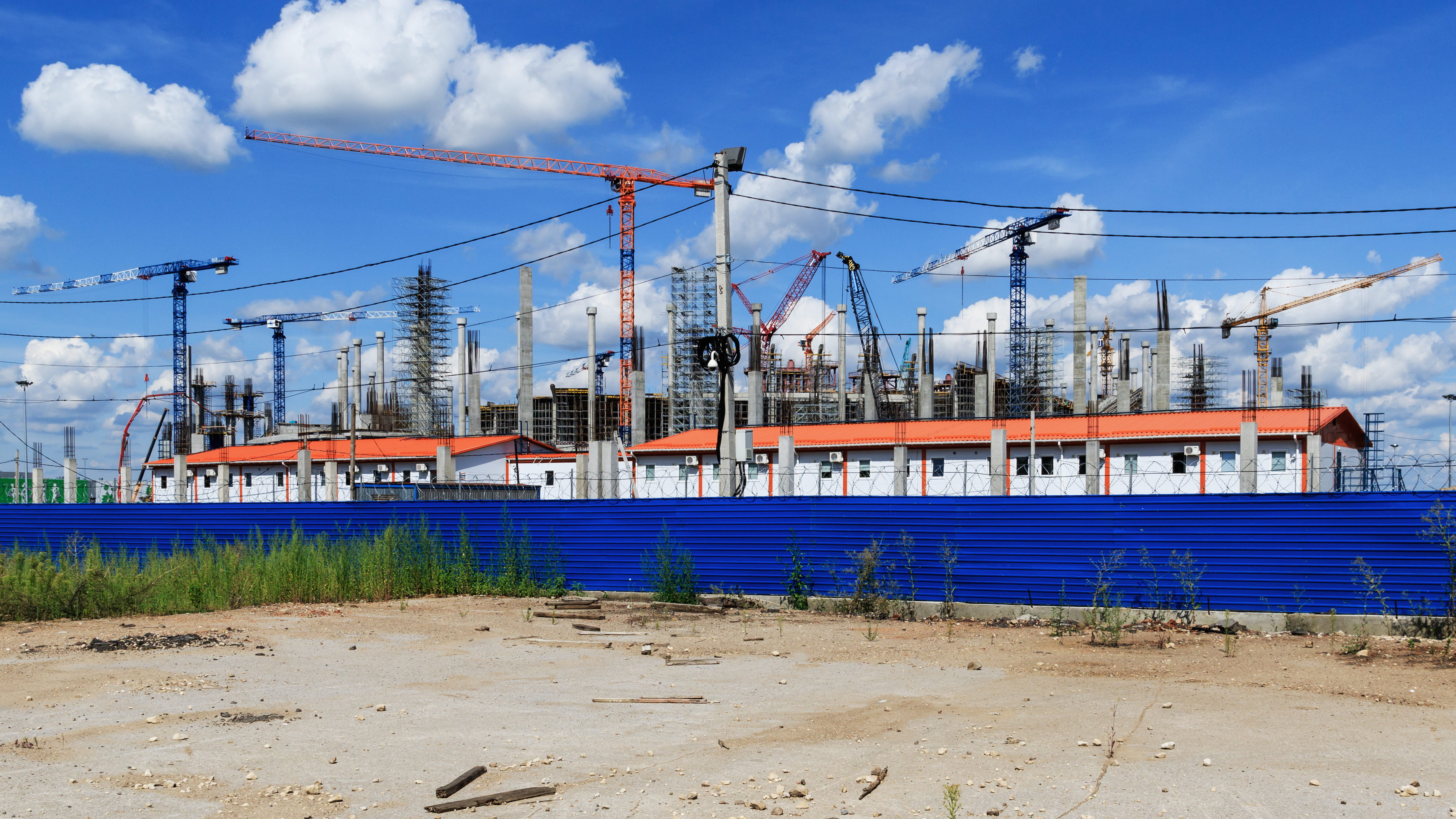
Der Bau im August 2016
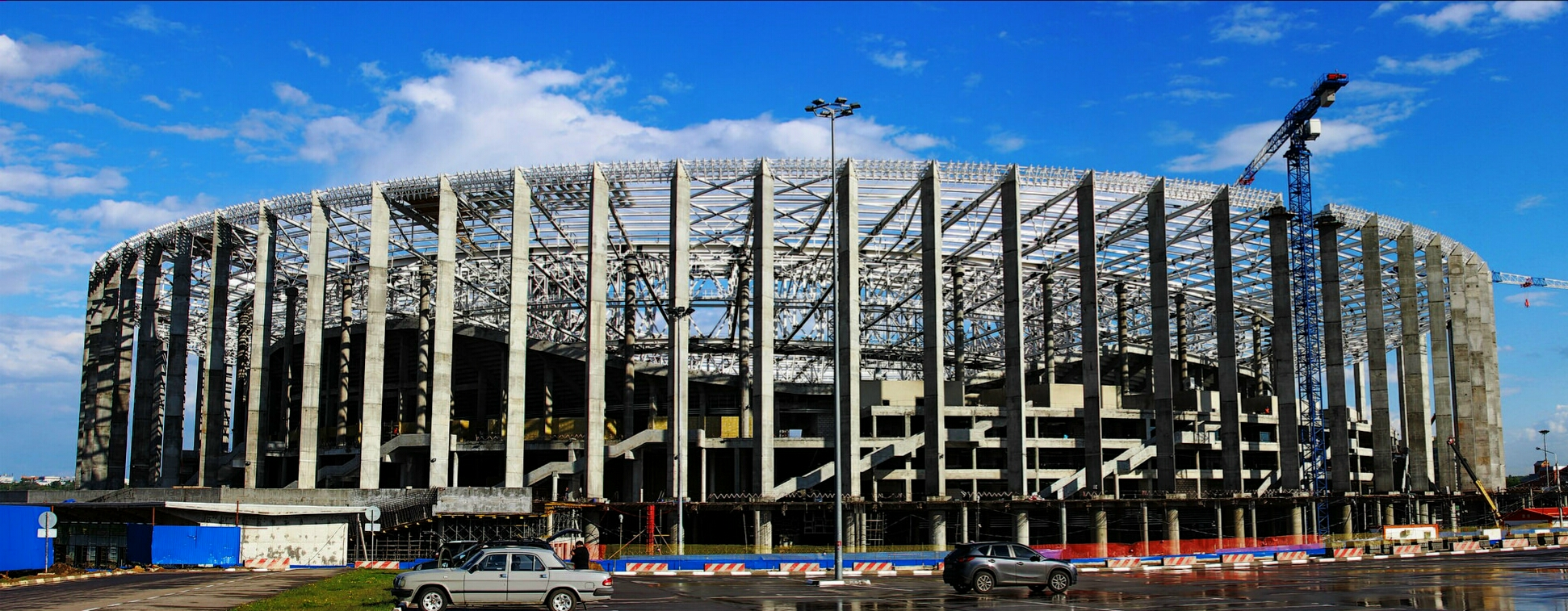
Der Bau im Mai 2017
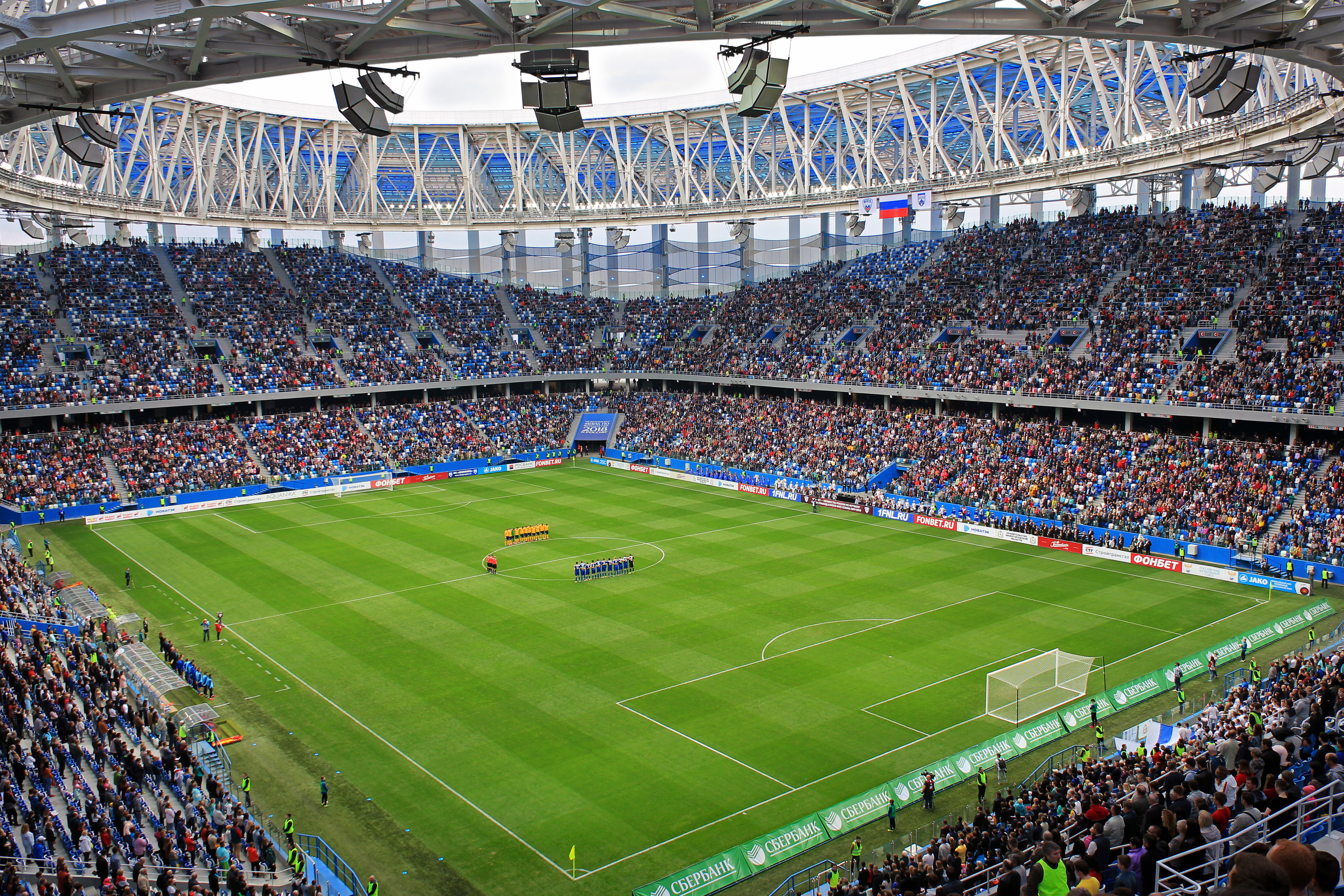
Der Innenraum beim Spiel Olimpijez Nischni Nowgorod gegen Lutsch-Energija Wladiwostok (1:0) am 6. Mai 2018
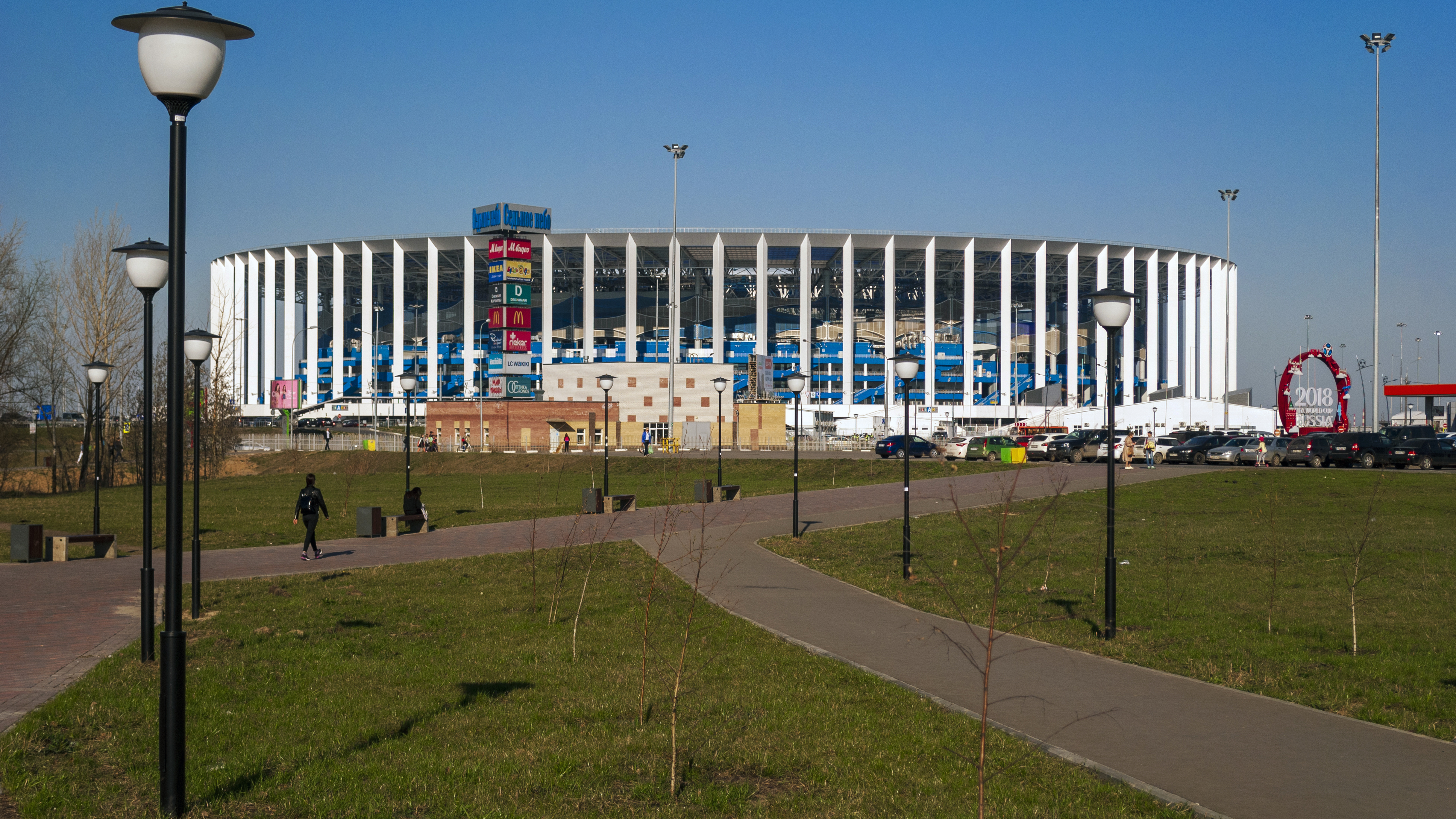
Das Stadion Nischni Nowgorod im April 2019